# Hoa hậu Hoàn vũ 2015
Hoa hậu Hoàn vũ 2015 là cuộc thi tìm kiếm Hoa hậu Hoàn vũ lần thứ 64 được tổ chức vào ngày 20 tháng 12 năm 2015 tại Nhà hát AXIS, Las Vegas, Nevada, Hoa Kỳ. Pia Wurtzbach đại diện cho Philippines là hoa hậu đăng quang kế nhiệm Hoa hậu Hoàn vũ 2014 Paulina Vega đến từ Colombia. Cuộc thi này có đến 80 thí sinh tranh tài. Đây là phiên bản đầu tiên của Hoa hậu Hoàn vũ dưới sự điều hành của chủ mới là WME/IMG, được phát sóng lần đầu trên Fox và Azteca. Đây là lần thứ ba Philippines đăng quang tại cuộc thi này.

## Sự cố trong chương trình
Đêm chung kết được phát sóng trực tiếp đã gây ra nhiều cuộc tranh cãi khi người dẫn chương trình MC Steve Harvey thông báo nhầm Ariadna Gutiérrez 
đến từ Colombia là Hoa hậu Hoàn vũ 2015 mặc dù người ban giám khảo chọn đăng quang là Pia Wurtzbach đến từ Philippines.
Khi công bố người chiến thắng, Harvey tuyên bố Ariadna Gutiérrez, Hoa hậu Colombia, là người chiến thắng. Ngay sau khi Adriadna nhận vương miện, Harvey bước ra thông báo đã nhầm lẫn và sai sót trong một chương trình truyền hình trực tiếp. Harvey tiếp tục nói rằng hoa hậu Colombia là Á hậu 1 còn Hoa hậu Philippines là người chiến thắng thực sự của cuộc thi Hoa hậu Hoàn vũ 2015. Sau đó ông nói rằng ông đã bị lẫn lộn khi đọc tên của người chiến thắng bởi vì cả hai tên đều nằm trên tấm thẻ và ông chỉ để ý đến cái tên "Hoa hậu" đầu tiên là của Hoa hậu Colombia. Vương miện trên đầu của Ariadna Gutiérrez được Paulina Vega gỡ xuống và trao cho Pia Wurtzbach. Harvey cũng nhận lỗi và đăng lời xin lỗi trên Twitter.

## Xung đột với Donald Trump
Trước sự nhầm lẫn nói trên, cuộc thi Hoa hậu Hoàn vũ cũng đã có xung đột giữa những người trong ban tổ chức. NBCUniversal và ứng cử viên tổng thống của đảng Cộng hòa Donald Trump cho đến đầu năm 2015 cùng tổ chức cuộc thi này. Trong tháng 6, Trump trong cuộc tranh cử đã nhục mạ những người di dân từ châu Mỹ Latin. Do đó đài truyền hình nói tiếng Tây Ban Nha Univision không chịu phát hình cuộc thi. NBC vì vậy đã chấm dứt những hoạt động thương mại với Trump và thông báo ngừng truyền hình trực tiếp hai cuộc thi Hoa hậu Hoàn vũ và Hoa hậu Mỹ. Ông đã đưa NBC ra tòa và đã thỏa thuận với đài này trong tháng 9, sẽ mua lại cổ phần của đài. Trong cùng tháng đó Trump, sau khi sở hữu 100% cổ phần cuộc thi được 3 ngày đã bán tổ chức Hoa hậu Hoàn vũ cho doanh nghiệp giải trí WME/IMG vào ngày 14 tháng 9 năm 2015..

## Kết quả

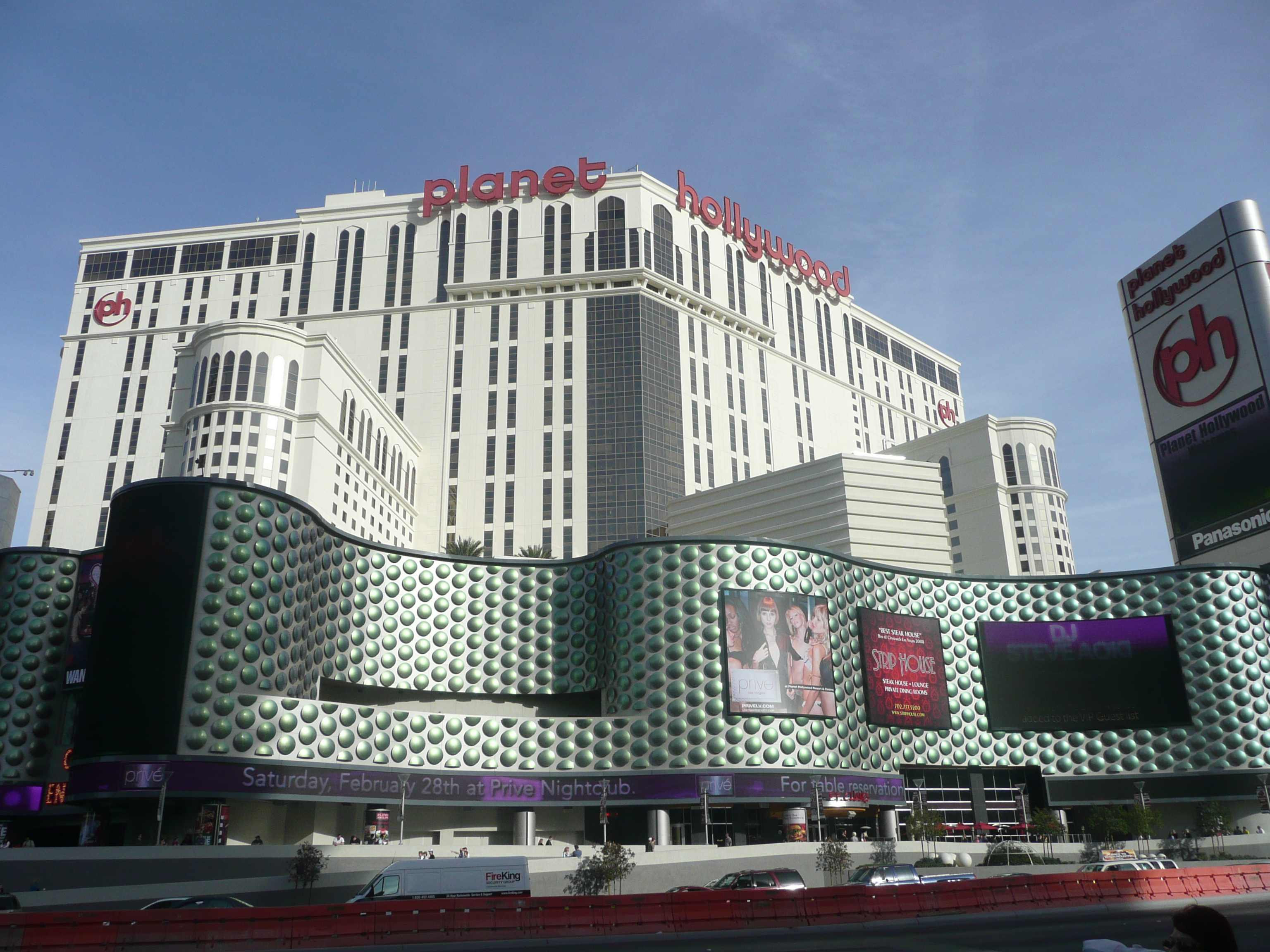
Planet Hollywood Resort & Casino, địa điểm chính thức diễn ra cuộc thi Hoa hậu Hoàn vũ 2015.

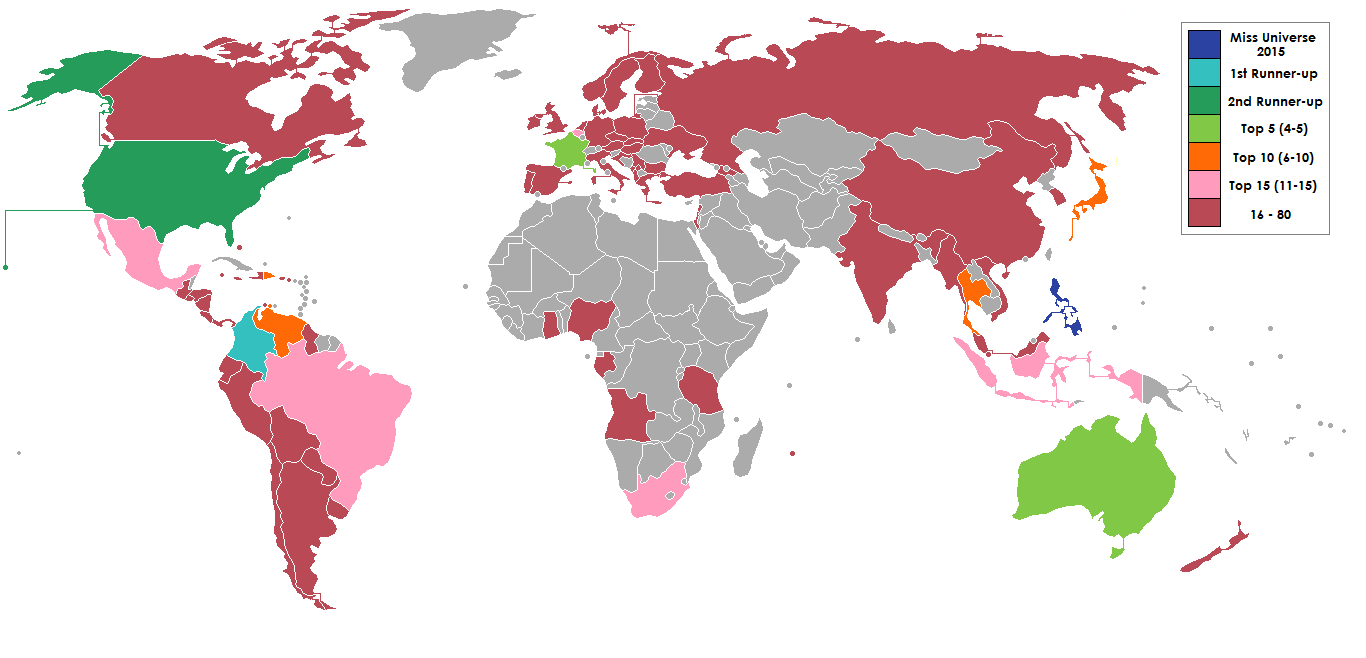
Các quốc gia và vùng lãnh thổ tham gia cuộc thi.

### Thứ hạng
| Kết quả              | Thí sinh |
| -------------------- | --- |
| Hoa hậu Hoàn vũ 2015 | - Philippines – Pia Wurtzbach |
| Á hậu 1              | - Colombia – Ariadna Gutiérrez |
| Á hậu 2              | - Hoa Kỳ – Olivia Jordan |
| Top 5                | - Úc – Monika Radulovic - Pháp – Flora Coquerel |
| Top 10               | - Curaçao – Kanisha Sluis - Cộng hòa Dominican – Clarissa Molina - Nhật Bản – Ariana Miyamoto - Thái Lan – Aniporn Chalermburanawong - Venezuela – Mariana Jimenez |
| Top 15               | - Bỉ – Annelies Törös - Brazil – Marthina Brandt - Indonesia – Anindya Kusuma Putri - Mexico – Wendy Esparza - Nam Phi – Refilwe Mthimunye                         |

### Các giải thưởng đặc biệt

#### Trang phục dân tộc đẹp nhất
| Kết quả     | Thí sinh |
| ----------- | --- |
| Chiến thắng | - Thái Lan – Aniporn Chalermburanawong                                                                          |
| Top 5       | - Argentina – Claudia Barrionuevo - Trung Quốc – Xue Yun - Nicaragua – Daniela Torres - Panama – Gladys Brandao |

#### Các giải thưởng khác
| Giải thưởng        | Thí sinh                         |
| ------------------ | -------------------------------- |
| Hoa hậu Thân thiện | - Angola – Whitney Shikongo      |
| Hoa hậu Ảnh        | - New Zealand – Samantha McClung |

### Thứ tự công bố
| 1. Brazil 2. Úc 3. Indonesia 4. Cộng hòa Dominica 5. Philippines 6. Hoa Kỳ 7. Pháp 8. Curaçao 9. Bỉ 10. Nhật Bản 11. Venezuela 12. Nam Phi 13. Colombia 14. Mexico 15. Thái Lan | 1. Hoa Kỳ 2. Colombia 3. Nhật Bản 4. Thái Lan 5. Úc 6. Cộng hòa Dominica 7. Pháp 8. Curaçao 9. Philippines 10. Venezuela | 1. Pháp 2. Colombia 3. Philippines 4. Úc 5. Hoa Kỳ | 1. Hoa Kỳ 2. Colombia 3. Philippines |

## Nhạc nền
- Giới thiệu:  "Beautiful Now" của Zedd, Jon Bellion, "Lean On" của MØ trình diễn bởi Major Lazer & DJ Snake, "Cheerleader" của Omi
- Phần thi áo tắm: "Marvin Gaye", "One Call Away" và ''Some Type of Love" của Charlie Puth (hát trực tiếp)
- Phần thi trang phục dạ hội: "Live Forever" và "Done" của The Band Perry (hát trực tiếp)
- Nhìn lại Top 3: "Every Time I'm with You", "Kiss from a Rose" and "Crazy" của Seal (hát trực tiếp)

## Giám khảo

### Sơ khảo
- Erika Albies – Phó chủ tịch Truyền thông Thời trang Toàn cầu của IMG.
- Erin Brady – Hoa hậu Mỹ 2013 (Miss USA) đến từ Connecticut.
- Julio Caro – Nhà sản xuất phim điện ảnh, truyền hình tư nhân và nhà quản lý tài năng.
- Uraguchi Keiko – Đạo diễn hợp tác kỹ thuật số cho WME/IMG.
- Nischelle Turner – Phóng viên đoạt giải Emmy tại Entertainment Tonight.
- Rocky Motwani – Doanh nhân đồng sáng lập công ty Jiko Services.
- Zak Sorref – Chuyên gia tiếp thị giải trí hàng đầu.

### Chung kết
- Emmitt Smith – Cựu cầu thủ bóng đá và quán quân của Dancing with the Stars.
- Niecy Nash – Nghệ sĩ hài, người mẫu, nhà sản xuất và nữ diễn viên trong Scream Queens.
- Olivia Culpo – Hoa hậu Hoàn vũ 2012 đến từ Hoa Kỳ.
- Perez Hilton – Người viết blog, nhà báo và nhân vật truyền hình[16].

## Các thí sinh
Có tất cả 80 thí sinh đã tham gia Hoa hậu Hoàn vũ 2015:
| Quốc gia/Lãnh thổ     | Thí sinh                  | Tuổi | Chiều cao              | Quê quán                 |
| --------------------- | ------------------------- | ---- | ---------------------- | ------------------------ |
| Albania               | Megi Luka                 | 19   | 1,78 m (5 ft 10 in)    | Fushë-Krujë              |
| Angola                | Whitney Shikongo          | 20   | 1,80 m (5 ft 11 in)    | Huíla                    |
| Argentina             | Claudia Barrionuevo       | 24   | 1,73 m (5 ft 8 in)     | Salta                    |
| Aruba                 | Alysha Boekhoudt          | 21   | 1,77 m (5 ft 9+1⁄2 in) | Oranjestad               |
| Úc                    | Monika Radulovic          | 25   | 1,75 m (5 ft 9 in)     | Sydney                   |
| Áo                    | Amina Dagi                | 20   | 1,75 m (5 ft 9 in)     | Viên                     |
| Bahamas               | Toria Nichole             | 27   | 1,85 m (6 ft 1 in)     | Nassau                   |
| Bỉ                    | Annelies Törös            | 20   | 1,73 m (5 ft 8 in)     | Antwerp                  |
| Bolivia               | Romina Rocamonje          | 23   | 1,70 m (5 ft 7 in)     | Beni                     |
| Brazil                | Marthina Brandt           | 23   | 1,78 m (5 ft 10 in)    | Vale Real                |
| Quần đảo Virgin (Anh) | Adorya Baly               | 22   | 1,73 m (5 ft 8 in)     | Tortola                  |
| Bulgaria              | Radostina Todorova        | 20   | 1,75 m (5 ft 9 in)     | Vratsa                   |
| Canada                | Paola Nunez               | 24   | 1,70 m (5 ft 7 in)     | Toronto                  |
| Quần đảo Cayman       | Tonie Chisholm            | 27   | 1,70 m (5 ft 7 in)     | Grand Cayman             |
| Chile                 | María Belén Jerez         | 26   | 1,78 m (5 ft 10 in)    | Viña del Mar             |
| Trung Quốc            | Yun Fang Xue              | 21   | 1,70 m (5 ft 7 in)     | Thâm Quyến               |
| Colombia              | Ariadna Gutiérrez         | 21   | 1,80 m (5 ft 11 in)    | Sincelejo                |
| Costa Rica            | Brenda Castro             | 23   | 1,68 m (5 ft 6 in)     | Limón                    |
| Croatia               | Mirta Kuštan              | 22   | 1,78 m (5 ft 10 in)    | Krapinske Toplice        |
| Curaçao               | Kanisha Sluis             | 19   | 1,80 m (5 ft 11 in)    | Willemstad               |
| Cộng hòa Séc          | Nikol Švantnerová         | 22   | 1,75 m (5 ft 9 in)     | Budweis                  |
| Đan Mạch              | Cecilie Wellemberg        | 21   | 1,75 m (5 ft 9 in)     | Copenhagen               |
| Cộng hòa Dominica     | Clarissa Molina           | 24   | 1,75 m (5 ft 9 in)     | Moca                     |
| Ecuador               | Francesca Cipriani        | 23   | 1,70 m (5 ft 7 in)     | Guayaquil                |
| El Salvador           | Fatima Rivas              | 22   | 1,73 m (5 ft 8 in)     | San Salvador             |
| Phần Lan              | Rosa-Maria Ryyti          | 21   | 1,78 m (5 ft 10 in)    | Helsinki                 |
| Pháp                  | Flora Coquerel            | 21   | 1,80 m (5 ft 11 in)    | Orléanais                |
| Gabon                 | Ornella Obone             | 19   | 1,73 m (5 ft 8 in)     | Oyem                     |
| Georgia               | Janet Kerdikoshvili       | 24   | 1,75 m (5 ft 9 in)     | Tbilisi                  |
| Đức                   | Sarah-Lorraine Riek       | 23   | 1,73 m (5 ft 8 in)     | Munich                   |
| Ghana                 | Hilda Akua                | 26   | 1,73 m (5 ft 8 in)     | Kumasi                   |
| Anh Quốc              | Narissara France          | 25   | 1,75 m (5 ft 9 in)     | Luân Đôn                 |
| Hy Lạp                | Mikaela-Eleni Fotiadi     | 21   | 1,78 m (5 ft 10 in)    | Athens                   |
| Guatemala             | Jeimmy Aburto             | 23   | 1,70 m (5 ft 7 in)     | Thành phố Guatemala      |
| Guyana                | Shauna Ramdyhan           | 25   | 1,73 m (5 ft 8 in)     | Georgetown               |
| Haiti                 | Lisa Drouillard           | 23   | 1,70 m (5 ft 7 in)     | Port-au-Prince           |
| Honduras              | Iroshka Elvir             | 24   | 1,78 m (5 ft 10 in)    | Choluteca                |
| Hungary               | Nikoletta Nagy            | 21   | 1,65 m (5 ft 5 in)     | Miskolc                  |
| Ấn Độ                 | Urvashi Rautela           | 21   | 1,73 m (5 ft 8 in)     | Mumbai                   |
| Indonesia             | Anindya Putri             | 23   | 1,76 m (5 ft 9+1⁄2 in) | Semarang                 |
| Ireland               | Joanna Cooper             | 21   | 1,65 m (5 ft 5 in)     | Derry                    |
| Israel                | Avigail Alfatov           | 19   | 1,80 m (5 ft 11 in)    | Acre                     |
| Ý                     | Giada Pezzaioli           | 22   | 1,78 m (5 ft 10 in)    | Montichiari              |
| Jamaica               | Sharlene Rädlein          | 25   | 1,75 m (5 ft 9 in)     | Kingston                 |
| Nhật Bản              | Ariana Miyamoto           | 21   | 1,73 m (5 ft 8 in)     | Nagasaki                 |
| Hàn Quốc              | Kim Seo-yeon              | 23   | 1,70 m (5 ft 7 in)     | Seoul                    |
| Kosovo                | Mirjeta Shala             | 21   | 1,80 m (5 ft 11 in)    | Vučitrn                  |
| Lebanon               | Cynthia Samuel            | 20   | 1,70 m (5 ft 7 in)     | Beirut                   |
| Malaysia              | Vanessa Tevi              | 24   | 1,70 m (5 ft 7 in)     | Seremban                 |
| Mauritius             | Sheetal Khadun            | 26   | 1,70 m (5 ft 7 in)     | Rose-Hill                |
| Mexico                | Wendy Esparza             | 24   | 1,73 m (5 ft 8 in)     | Thành phố Aguascalientes |
| Montenegro            | Maja Čukić                | 20   | 1,83 m (6 ft 0 in)     | Podgorica                |
| Myanmar               | May Thaw                  | 25   | 1,70 m (5 ft 7 in)     | Yangon                   |
| Hà Lan                | Jessie Jazz Vuijk         | 20   | 1,75 m (5 ft 9 in)     | Amsterdam                |
| New Zealand           | Samantha McClung          | 20   | 1,78 m (5 ft 10 in)    | Christchurch             |
| Nicaragua             | Daniela Torres            | 25   | 1,70 m (5 ft 7 in)     | Managua                  |
| Nigeria               | Debbie Collins            | 23   | 1,73 m (5 ft 8 in)     | Lagos                    |
| Na Uy                 | Martine Rødseth           | 24   | 1,68 m (5 ft 6 in)     | Nord-Odal                |
| Panama                | Gladys Brandao Amaya      | 24   | 1,65 m (5 ft 5 in)     | Los Santos               |
| Paraguay              | Myriam Arévalos           | 22   | 1,78 m (5 ft 10 in)    | Asunción                 |
| Peru                  | Laura Spoya               | 24   | 1,75 m (5 ft 9 in)     | Lima                     |
| Philippines           | Pia Wurtzbach             | 26   | 1,69 m (5 ft 6+1⁄2 in) | Cagayan de Oro           |
| Ba Lan                | Weronika Szmajdzińska     | 21   | 1,75 m (5 ft 9 in)     | Szczecin                 |
| Bồ Đào Nha            | Emília Araújo             | 25   | 1,75 m (5 ft 9 in)     | Angra do Heroísmo        |
| Puerto Rico           | Catalina Morales          | 25   | 1,75 m (5 ft 9 in)     | Guaynabo                 |
| Nga                   | Vladislava Evtushenko     | 19   | 1,75 m (5 ft 9 in)     | Chita                    |
| Serbia                | Daša Radosavljević        | 19   | 1,65 m (5 ft 5 in)     | Kragujevac               |
| Singapore             | Lisa Marie White          | 22   | 1,70 m (5 ft 7 in)     | Singapore                |
| Slovakia              | Denisa Vyšnovská          | 21   | 1,75 m (5 ft 9 in)     | Prievidza                |
| Nam Phi               | Refilwe Mthimunye         | 24   | 1,73 m (5 ft 8 in)     | Bronkhorstspruit         |
| Tây Ban Nha           | Carla Barber Garcia       | 25   | 1,78 m (5 ft 10 in)    | Las Palmas               |
| Thụy Điển             | Paulina Brodd             | 21   | 1,75 m (5 ft 9 in)     | Stockholm                |
| Tanzania              | Lorraine Marriot          | 21   | 1,75 m (5 ft 9 in)     | Dar es Salaam            |
| Thái Lan              | Aniporn Chalermburanawong | 21   | 1,75 m (5 ft 9 in)     | Lampang                  |
| Thổ Nhĩ Kỳ            | Melisa Uzun               | 20   | 1,70 m (5 ft 7 in)     | Ankara                   |
| Ukraine               | Anna Vergelskaya          | 27   | 1,70 m (5 ft 7 in)     | Kiev                     |
| Uruguay               | Bianca Sánchez            | 19   | 1,78 m (5 ft 10 in)    | Montevideo               |
| Hoa Kỳ                | Olivia Jordan             | 27   | 1,80 m (5 ft 11 in)    | Tulsa                    |
| Venezuela             | Mariana Jimenez           | 22   | 1,78 m (5 ft 10 in)    | Caracas                  |
| Việt Nam              | Phạm Thị Hương            | 24   | 1,74 m (5 ft 8+1⁄2 in) | Hải Phòng                |

## Thông tin về các cuộc thi quốc gia

### Trở lại
Lần cuối tham gia vào năm 2012:
- Quần đảo Cayman
- Montenegro

Lần cuối tham gia vào năm 2013:
- Đan Mạch
- Việt Nam

### Chỉ định
- Bulgaria – Radostina Todorova được chỉ định là "Hoa hậu Hoàn vũ Bulgaria 2015" bởi Mega Talent Group, tổ chức nhượng quyền thương hiệu cho Hoa hậu Hoàn vũ ở Bulgaria, do ấn bản năm nay không được tổ chức do không có thời gian.
- Chile – María Belén Jerez được chỉ định làm đại diện cho Chile bởi Luciano Marocchino, giám đốc quốc gia Hoa hậu Hoàn vũ Chile, sau khi cuộc thi không được tổ chức do thời gian hạn chế trong việc tổ chức cuộc thi.
- El Salvador – Idubina Rivas được Liz De Castaneda, giám đốc quốc gia Hoa hậu Hoàn vũ ở El Salvador, chỉ định làm đại diện cho El Salvador sau khi cuộc thi quốc gia bị hoãn lại. Rivas được trao vương miện Reinado de El Salvador International 2014.[99]
- Pháp – Flora Coquerel được chỉ định làm "Hoa hậu Hoàn vũ Pháp 2015" bởi giám đốc quốc gia Hoa hậu Pháp, Sylvie Tellier. Coquerel đã được trao vương miện Hoa hậu Pháp 2014 và dự kiến sẽ thi đấu tại Hoa hậu Thế giới 2014 và cuộc thi Hoa hậu Hoàn vũ 2014, nhưng cô không được gửi đến Hoa hậu Hoàn vũ 2014 trong khi cuộc thi đã được chuyển sang tháng 1 năm 2015. Cô được thay thế bởi Hoa hậu Pháp 2015 Camille Cerf.
- Georgia – Janet Kerdikoshvili được chỉ định làm đại diện cho Georgia bởi tổ chức nhượng quyền thương hiệu IC Model Management cho Hoa hậu Hoàn vũ ở Georgia. Ban đầu cô được chọn để thi đấu tại Hoa hậu Hoàn vũ 2013 nhưng phải rút lui vào phút chót vì những vấn đề sức khoẻ bất ngờ. Cô được trao vương miện Hoa hậu Georgia 2011.[100]
- Hy Lạp – Mikaela Fotiadi được chỉ định làm "Star Hellas 2015" tại một sự kiện được tổ chức bởi Vassilis Prevelakis, giám đốc quốc gia Hoa hậu Hoàn vũ ở Hy Lạp.[101]
- Haiti – Lisa Drouillard được chỉ định làm "Hoa hậu Hoàn vũ Haiti 2015" trong một vòng tuyển chọn được tổ chức bởi Magali Febles, giám đốc quốc gia cuộc thi Hoa hậu Hoàn vũ Haiti.
- Ý – Giada Pezzaioli được chỉ định làm "Hoa hậu Hoàn vũ Ý 2015" sau khi một vòng tuyển chọn được tổ chức bởi Max Baratono, giám đốc quốc gia của cuộc thi Hoa hậu Hoàn vũ Ý.
- Kosovo – Mirjeta Shala được chỉ định làm đại diện cho Kosovo bởi Fadil Berisha, giám đốc quốc gia của Hoa hậu Hoàn vũ Kosovo. Shala đã được trao vương miện Hoa hậu Hoàn vũ Kosovo 2013 nhưng bị buộc phải rút lui vì Nga, nước chủ nhà của cuộc thi Hoa hậu Hoàn vũ 2013, không công nhận Kosovo là một quốc gia độc lập và từ chối cấp thị thực nhập cảnh cho Mirjeta Shala.
- Ba Lan – Weronika Szmajdzińska được Gerhard Parzutka von Lipinski, giám đốc quốc gia mới của Hoa hậu Hoàn vũ ở Ba Lan, chỉ định là "Hoa hậu Hoàn vũ Ba Lan 2015". Szmajdzińska được trao vương miện Hoa hậu Tuổi Teen Ba Lan 2011 và cũng được chỉ định để tham dự Hoa hậu Thế giới 2012.
- Bồ Đào Nha – Emilia Araújo được chỉ định làm "Hoa hậu Hoàn vũ Bồ Đào Nha 2015" trong một cuộc tuyển chọn được tổ chức bởi Isidro de Brito, giám đốc quốc gia Hoa hậu Hoàn vũ Bồ Đào Nha.
- Singapore – Lisa Marie White đã được chọn là "Hoa hậu Hoàn vũ Singapore 2015" của Nuraliza Osman, giám đốc quốc gia mới của Hoa hậu Hoàn vũ Singapore trong một cuộc tuyển chọn được tổ chức do thời gian hạn chế trong việc tổ chức cuộc thi. Tổ chức nhượng quyền thương mại Hoa hậu Hoàn vũ trước đây được quản lí bởi Derrol Stepenny Promotions.[102]

### Thay thế
- Áo – Amina Dagi được chỉ định là "Hoa hậu Hoàn vũ Áo 2015" bởi Silvia Schachermayer, giám đốc cuộc thi Hoa hậu Áo, thay thế cho Annika Grill đã được gửi đến Hoa hậu Thế giới 2015. Annika Grill không thể tham gia Hoa hậu Hoàn vũ lịch tổ chức của cả Hoa hậu Hoàn vũ và Hoa hậu Thế giới bị trùng lặp. Dagi đã được trao vương miện Hoa hậu Áo 2012.[103]
- Croatia – Barbara Ljiljak được thay thế bởi Mirta Laura Kustan, Á hậu 2 của Hoa hậu Hoàn vũ Croatia 2015, vì Ljiljak đã phải rút lui do chấn thương cánh tay. Tin tức đã được chính thức thông báo bởi Ivana Delač Đolo, tổ chức Hoa hậu Hoàn vũ Croatia.
- Gabon – Ornella Obone được tổ chức Hoa hậu Gabon chọn đi tham gia tại Hoa hậu Hoàn vũ năm 2015 sau khi họ quyết định gửi người chiến thắng cuộc thi Hoa hậu Gabon 2015 Reine Ngotala tới Hoa hậu Thế giới 2015. Năm nay, người chiến thắng cuộc thi Hoa hậu Gabon sẽ tham gia cả hai cuộc thi Hoa hậu Hoàn vũ và Hoa hậu Thế giới nhưng không thể thực hiện được vì lịch tổ chức của cả hai cuộc thi Hoa hậu Hoàn vũ và Hoa hậu Thế giới bị trùng nhau. Obone là Á hậu 2 tại cuộc thi Hoa hậu Gabon 2015.[104]
- Lebanon – Cynthia Samuel được chọn làm đại diện cho Lebanon bởi Antoine Macksoud, giám đốc quốc gia cuộc thi Hoa hậu Lebanon, thay thế cho Valerie Abou Chacra, Hoa hậu Lebanon 2015, người sẽ chỉ thi đấu tại Hoa hậu Thế giới 2015 do lịch tổ chức của cả hai cuộc thi Hoa hậu Hoàn vũ và Hoa hậu Thế giới bị trùng nhau. Thông thường, người chiến thắng cuộc thi Hoa hậu Lebanon sẽ tham gia cả Hoa hậu Thế giới và Hoa hậu Hoàn vũ. Samuel là Á hậu 1 tại cuộc thi Hoa hậu Lebanon 2015.
- Mauritius – Sheetal Khadun được chỉ định là "Hoa hậu Hoàn vũ Mauritius 2015" bởi Primerose Obeegadoo, giám đốc quốc gia cuộc thi Hoa hậu Mauritius, khi người chiến thắng ban đầu là Kushboo Ramnawaj đã rút lui vì lý do cá nhân. Khadun là Á hậu 1 tại cuộc thi Hoa hậu Mauritius 2013 và cũng đã tham dự Hoa hậu Thế giới 2014.
- Paraguay – Myriam Arévalos được chọn làm đại diện tham gia cuộc thi Hoa hậu Hoàn vũ 2015 bởi Promociones Gloria, chủ sở hữu nhượng quyền cho Hoa hậu Hoàn vũ ở Paraguay, thay thế cho Laura Garcete đã bị truất ngôi sau khi có báo cáo rằng Garcete mang thai. Arévalos lúc đầu được chỉ định để thi đấu tại Hoa hậu Trái Đất 2015 nhưng về sau đã thay thế chức cho Hoa hậu Hoàn vũ Paraguay. Myriam đã tham gia Hoa hậu Thế giới 2014.[105]
- Nga – Vladislava Yevtushenko được Tổ chức Hoa hậu Nga chọn là "Hoa hậu Hoàn vũ Nga 2015" thay thế cho Sofia Nikitchuk, người chiến thắng trong cuộc thi Hoa hậu Nga 2015. Sofia sẽ chỉ thi đấu tại Hoa hậu Thế giới 2015 do lịch tổ chức của cả hai cuộc thi Hoa hậu Hoàn vũ và Hoa hậu Thế giới bị trùng nhau. Thông thường, người chiến thắng cuộc thi Hoa hậu Nga sẽ tham dự cả hai cuộc thi Hoa hậu Hoàn vũ và Hoa hậu Thế giới. Yevtushenko đại diện cho Chita tại Hoa hậu Nga 2015 và là Á hậu 1 tại cuộc thi này.[106]
- Nam Phi – Refilwe Mthimunye đã được chọn là "Hoa hậu Hoàn vũ Nam Phi 2015" bởi Melinda Bam, giám đốc quốc gia của cuộc thi Hoa hậu Nam Phi, thay thế cho Liesl Laurie. Liesl sẽ chỉ tham gia Hoa hậu Thế giới 2015 do lịch tổ chức của cả hai cuộc thi Hoa hậu Hoàn vũ và Hoa hậu Thế giới bị trùng nhau. Mthimunye là Á hậu 1 tại cuộc thi Hoa hậu Nam Phi 2015.

### Bỏ cuộc
- Ai Cập – Không cuộc thi nào được tổ chức.
- Ethiopia – Hoa hậu Hoàn vũ Ethiopia đã không được tổ chức do thiếu tài trợ. Ấn bản tiếp theo sẽ được tổ chức vào tháng 10 năm 2016.
- Guam – Cuộc thi Hoa hậu Hoàn vũ Guam đã được hoãn lại cho đến đầu năm 2016.
- Kazakhstan – Aigerim Smagulova được chỉ định thay thế Regina Valter, Hoa hậu Almaty 2015, bởi tổ chức Hoa hậu Kazakhstan do lịch tổ chức của cuộc thi Hoa hậu Hoàn vũ và Hoa hậu Kazakhstan 2015 bị trùng nhau, nhưng sau đó Aigerim Smagulova đã không tham gia vì các lý do cá nhân.
- Kenya – Cuộc thi Hoa hậu Hoàn vũ Kenya đã được hoãn lại vào năm sau.
- Lithuania – Cuộc thi Hoa hậu Hoàn vũ Lithuania đã được hoãn lại vào năm sau.
- Slovenia – Hoa hậu Hoàn vũ Slovenia 2015 Ana Haložan bị tai nạn khi cô đến Las Vegas, dẫn đến nhập viện, khiến cho cô không thể tham gia các hoạt động, phỏng vấn và chụp ảnh. Cô đã không có mặt tại các sự kiện nhưng vẫn ở Las Vegas cho đến khi cuộc thi đã kết thúc.[107]
- Sri Lanka – Tổ chức Hoa hậu Hoàn vũ Sri Lanka thông báo sẽ tổ chức cuộc thi quốc gia vào năm 2016.
- St. Lucia – Hoa hậu Hoàn vũ St. Lucia đã không được tổ chức, do đó không có đại diện trong năm nay.
- Thụy Sĩ - Không cuộc thi nào được tổ chức.
- Trinidad và Tobago – Hoa hậu Hoàn vũ Trinidad và Tobago đã bị hủy bỏ sau khi một số nhà tài trợ chính của cuộc thi đã rút khỏi do cuộc tranh cử của Donald Trump và cuộc tổng tuyển cử sắp tới.[108]
- Turks và Caicos – Cuộc thi Hoa hậu Quần đảo Turks và Caicos đã không được tổ chức do thiếu tài trợ và tài trợ. Phiên bản kế tiếp của Hoa hậu Turks và Caicos sẽ được tổ chức vào năm 2016.